# Friedenskapelle (Brilon)

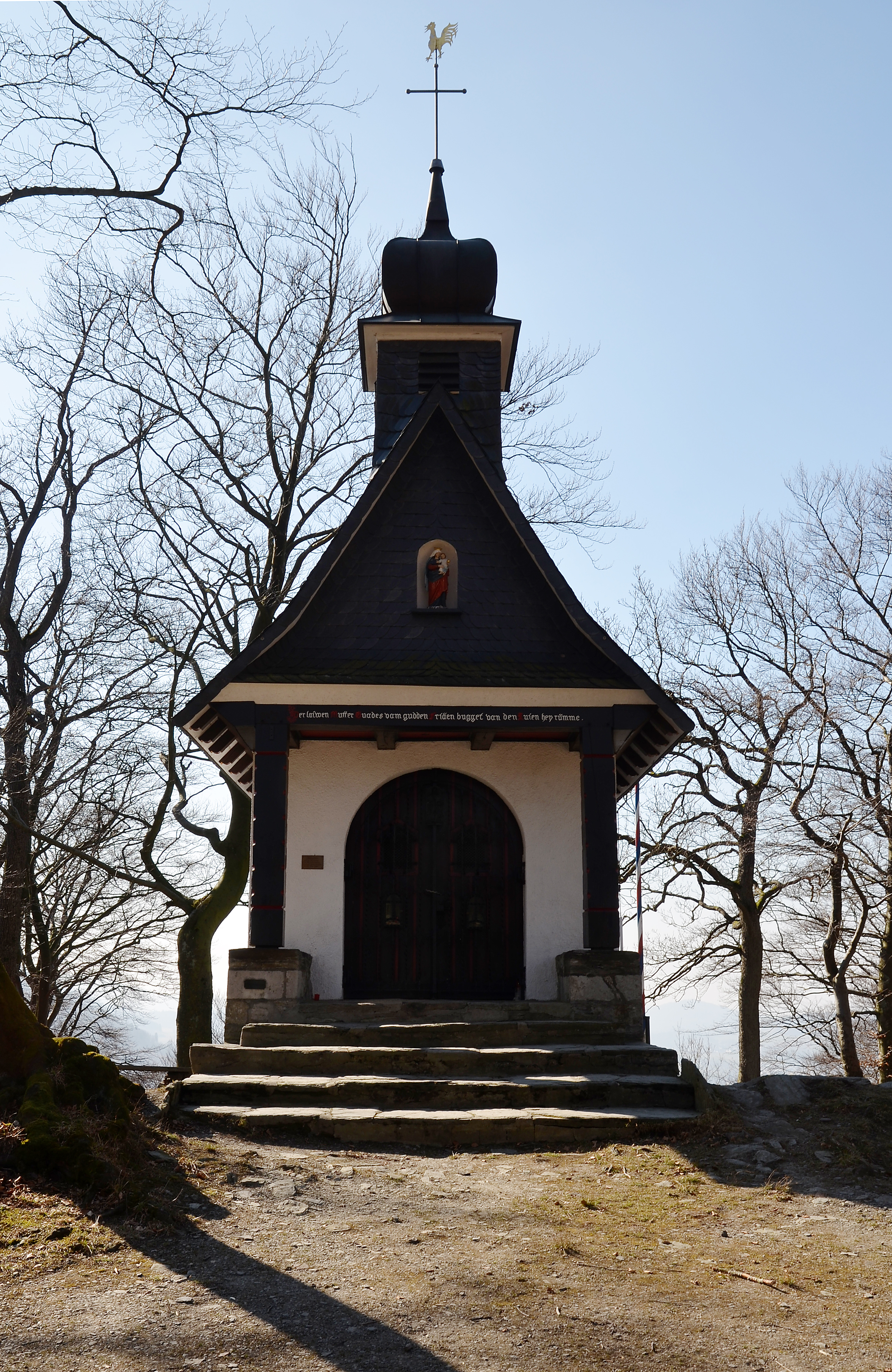
Friedenskapelle (2014)

Die Friedenskapelle, auch Marienkapelle, ist eine Kapelle auf dem Borberg zwischen Brilon und Olsberg im Hochsauerlandkreis.
Die Kapelle wurde 1923 errichtet. Eine Gedenktafel erinnert an das internationale Jugendtreffen des Friedensbundes der deutschen Katholiken am 13. September 1931 und Abbé Franz Stock als „Boten des Friedens“. In der Kapelle wird ein hölzerner Bildstock des Heiligen Antonius aufbewahrt, der die Jahreszahl 1618 trägt. Im Volksmund wird der Bildstock Fickeltünnes genannt. Die Kapelle ist ein Wallfahrtsort innerhalb des Bistums Paderborn.